# Robert Sęk
Robert Sęk (ur. 25 maja 1967 w Sosnowcu) – polski piłkarz, grający na pozycji bramkarza. W polskiej I lidze wystąpił ogółem w 30 meczach, wszystkie w barwach GKS Katowice. Występował w sezonach: 1985/86 (21 meczów, zdobył wraz z drużyną Puchar Polski), 1986/87 (8 spotkań), oraz 1987/88 (1 mecz).